# South Greenfield
South Greenfield is een plaats (village) in de Amerikaanse staat Missouri, en valt bestuurlijk gezien onder Dade County.

## Demografie
Bij de volkstelling in 2000 werd het aantal inwoners vastgesteld op 136.
In 2006 is het aantal inwoners door het United States Census Bureau geschat op 135, een daling van 1 (-0,7%).

## Geografie
Volgens het United States Census Bureau beslaat de plaats een oppervlakte van
0,4 km², geheel bestaande uit land. South Greenfield ligt op ongeveer 323 m boven zeeniveau.

## Plaatsen in de nabije omgeving
De onderstaande figuur toont nabijgelegen plaatsen in een straal van 20 km rond South Greenfield.